# Kłodawa (powiat gdański)
Kłodawa (niem. Kladau) – wieś w Polsce położona w województwie pomorskim, w powiecie gdańskim, w gminie Trąbki Wielkie u ujścia Styny do Kłodawy.
W latach 1975–1998 miejscowość należała administracyjnie do województwa gdańskiego.
Miejscowość jest siedzibą parafii rzymskokatolickiej św. Jakuba, należącej do dekanatu Trąbki Wielkie w archidiecezji gdańskiej.
W miejscowości funkcjonuje mała elektrownia wodna.

## Historia
W roku 1280 Kłodawa nadana została cystersom z Lądu przez Mściwoja II, w latach 1290–1291 Przemysł II potwierdził tę darowiznę. W roku 1626 została zrabowana i spalona podczas wojny szwedzkiej. W roku 1773 (po I rozbiorze Polski) wieś została ustanowiona przez zaborczą administrację własnością skarbu pruskiego. 

## Zabytki
Według rejestru zabytków NID na listę zabytków wpisany jest kościół parafialny pw. św. Jakuba z roku 1735, nr rej.: 212 z 5 września 1962 roku. Kościół jest jednonawowy, z wieżą konstrukcji szachulcowej na kalenicy.
We wsi znajduje się Nepomuk – polichromowana figura Świętego Jana Nepomucena na zdobionej kanelurami kolumnie.